# 杨木川镇
杨木川镇，是中华人民共和国辽宁省丹东市宽甸满族自治县下辖的一个乡镇级行政单位。

## 行政区划
杨木川镇下辖以下地区：
杨木川村、边沟村、大安平河村、金坑村、土城子村、金安村、大榆树村和白鹭村。